# Denver Broncos 1983
La stagione 1983 dei Denver Broncos è stata la 14ª della franchigia nella National Football League, la 24ª complessiva e la 3ª con Dan Reeves come capo-allenatore.
Prima della stagione, i Broncos ottennero in uno scambio la prima scelta assoluta del Draft NFL 1983 dei Baltimore Colts, il quarterback John Elway. Questi iniziò dieci gare come titolare per i Broncos come rookie, vincendone quattro. Nelle prime due fu sostituito con la squadra in svantaggio dal veterano Steve DeBerg.

## Scelte nel Draft 1983
| Scelte dei Broncos nel Draft 1983 |        |                       |                |                        |                                                |
| Giro                              | Scelta | Giocatore             | Ruolo          | College                | Note                                           |
| 1                                 | 4      | Chris Hinton          | Guardia        | Northwestern           | Scambiato con i Baltimore Colts per John Elway |
| 2                                 | 31     | Mark Cooper           | Tackle         | Miami (FL)             |                                                |
| 3                                 | 60     | Clint Sampson         | Wide Receiver  | San Diego State        |                                                |
| 5                                 | 116    | George "Weedy" Harris | Linebacker     | Houston                |                                                |
| 5                                 | 125    | Bruce Baldwin         | Defensive Back | Harding                |                                                |
| 6                                 | 143    | Victor Heflin         | Defensive Back | Delaware State         |                                                |
| 7                                 | 172    | Myron Dupree          | Defensive Back | North Carolina Central |                                                |
| 8                                 | 197    | Gary Kubiak           | Quarterback    | Texas A&M              |                                                |
| 9                                 | 228    | Brian Hawkins         | Defensive Back | San Jose State         |                                                |
| 10                                | 254    | Walt Bowyer           | Defensive End  | Arizona State          |                                                |
| 11                                | 283    | Don Bailey            | Center         | Miami (FL)             |                                                |
| 12                                | 310    | Karl Mecklenburg      | Linebacker     | Minnesota              |                                                |

## Calendario

### Stagione regolare
| Stagione regolare |                        |           |                               |        |
| Turno             | Avversario             | Risultato | Stadio                        | Record |
| 1                 | at Pittsburgh Steelers | V 14–10   | Three Rivers Stadium          | 1–0    |
| 2                 | at Baltimore Colts     | V 17–10   | Memorial Stadium              | 2–0    |
| 3                 | Philadelphia Eagles    | S 10–13   | Mile High Stadium             | 2–1    |
| 4                 | Los Angeles Raiders    | S 7–22    | Mile High Stadium             | 2–2    |
| 5                 | at Chicago Bears       | S 14–31   | Soldier Field                 | 2–3    |
| 6                 | at Houston Oilers      | V 26–14   | Astrodome                     | 3–3    |
| 7                 | Cincinnati Bengals     | V 24–17   | Mile High Stadium             | 4–3    |
| 8                 | San Diego Chargers     | V 14–6    | Mile High Stadium             | 5–3    |
| 9                 | Kansas City Chiefs     | V 27–24   | Mile High Stadium             | 6–3    |
| 10                | at Seattle Seahawks    | S 19–27   | Kingdome                      | 6–4    |
| 11                | at Los Angeles Raiders | S 20–22   | Los Angeles Memorial Coliseum | 6–5    |
| 12                | Seattle Seahawks       | V 38–27   | Mile High Stadium             | 7–5    |
| 13                | at San Diego Chargers  | S 7–31    | San Diego/Jack Murphy Stadium | 7–6    |
| 14                | Cleveland Browns       | V 27–6    | Mile High Stadium             | 8–6    |
| 15                | Baltimore Colts        | V 21–19   | Mile High Stadium             | 9–6    |
| 16                | at Kansas City Chiefs  | S 17–48   | Arrowhead Stadium             | 9–7    |

### Playoff
| Playoff   |                     |           |          |
| Turno     | Avversario          | Risultato | Stadio   |
| Wild Card | at Seattle Seahawks | S 7–31    | Kingdome |

## Classifiche
| AFC West               | AFC West | AFC West | AFC West | AFC West | AFC West | AFC West | AFC West | AFC West | AFC West |
|                        | V        | S        | P        | %        | DIV      | CONF     | PF       | PS       | Str.     |
| ---------------------- | -------- | -------- | -------- | -------- | -------- | -------- | -------- | -------- | -------- |
| Los Angeles Raiders(1) | 12       | 4        | 0        | .750     | 6–2      | 10–2     | 442      | 338      | V1       |
| Seattle Seahawks(4)    | 9        | 7        | 0        | .563     | 5–3      | 8–4      | 403      | 397      | V2       |
| Denver Broncos(5)      | 9        | 7        | 0        | .563     | 3–5      | 9–5      | 302      | 327      | S1       |
| San Diego Chargers     | 6        | 10       | 0        | .375     | 4–4      | 4–8      | 358      | 462      | S1       |
| Kansas City Chiefs     | 6        | 10       | 0        | .375     | 2–6      | 4–8      | 386      | 367      | V1       |